# ویلیام جی. فارو
ویلیام گلوور فارو (۲۴ سپتامبر ۱۹۱۸–۱۵ اکتبر ۱۹۴۲)  ستوان نیروی هوایی ارتش آمریکا بود که در حمله دولیتل شرکت کرد. در فوریه ۱۹۴۲، او داوطلب شرکت در حمله دولیتل شد که در ۱۸ آوریل همان سال برگزار شد. فارو پس از انجام مأموریت بمباران، توسط ژاپنی‌ها اسیر شد. پس از دستگیری محاکمه و به همراه دو خدمه دیگر، محکوم به اعدام توسط تیرباران شد. در سال ۱۹۴۶ خاکستر او کشف و در قبرستان ملی آرلینگتون دفن شد و وی پس از مرگ چندین جایزه دریافت کرد.

## اوایل زندگی
ویلیام فارو در ۲۴ سپتامبر ۱۹۱۸ در دارلینگتون متولد شد. پدرش اسحواق در یک شرکت تولید سیگار در رالی، کارولینای شمالی شاغل بود. مادرش جسی، متولد ۱۸۹۷، دختر صاحب انبار دخانیات و ثروتمند بود. ویلیام در شانزده سالگی، عضو پیشاهنگی عقاب شد. وی در مه ۱۹۳۵ از دبیرستان سنت جان فارغ‌التحصیل شد و برای ادامه تحصیل به دانشگاه کارولینای جنوبی رفت.